# Grindorff-Bizing
Grindorff-Bizing è un comune francese di 338 abitanti situato nel dipartimento della Mosella nella regione del Grand Est.

## Società

### Evoluzione demografica
Abitanti censiti